# Podgórki Tynieckie
Podgórki Tynieckie – obszar Krakowa wchodzący w skład Dzielnicy VIII Dębniki. Liczy około 300 mieszkańców.
Wschodnia część Tyńca, wzdłuż ulicy Podgórki Tynieckie, położona na skraju Bielańsko-Tynieckiego Parku Krajobrazowego.
Do osiedla dostać się można autobusem linii 162. Znajdują się tu: Cmentarz Podgórki Tynieckie, Dom Pomocy Społecznej Zgromadzenia Sióstr Służebniczek N.M.P. (Starowiejskich) oraz kościół św. Kazimierza.